# Dexys Midnight Runners
I Dexys Midnight Runners sono una band inglese. L'unico membro della band presente in tutte le incisioni in studio del gruppo è il cantante/chitarrista Kevin Rowland.

## Storia del gruppo

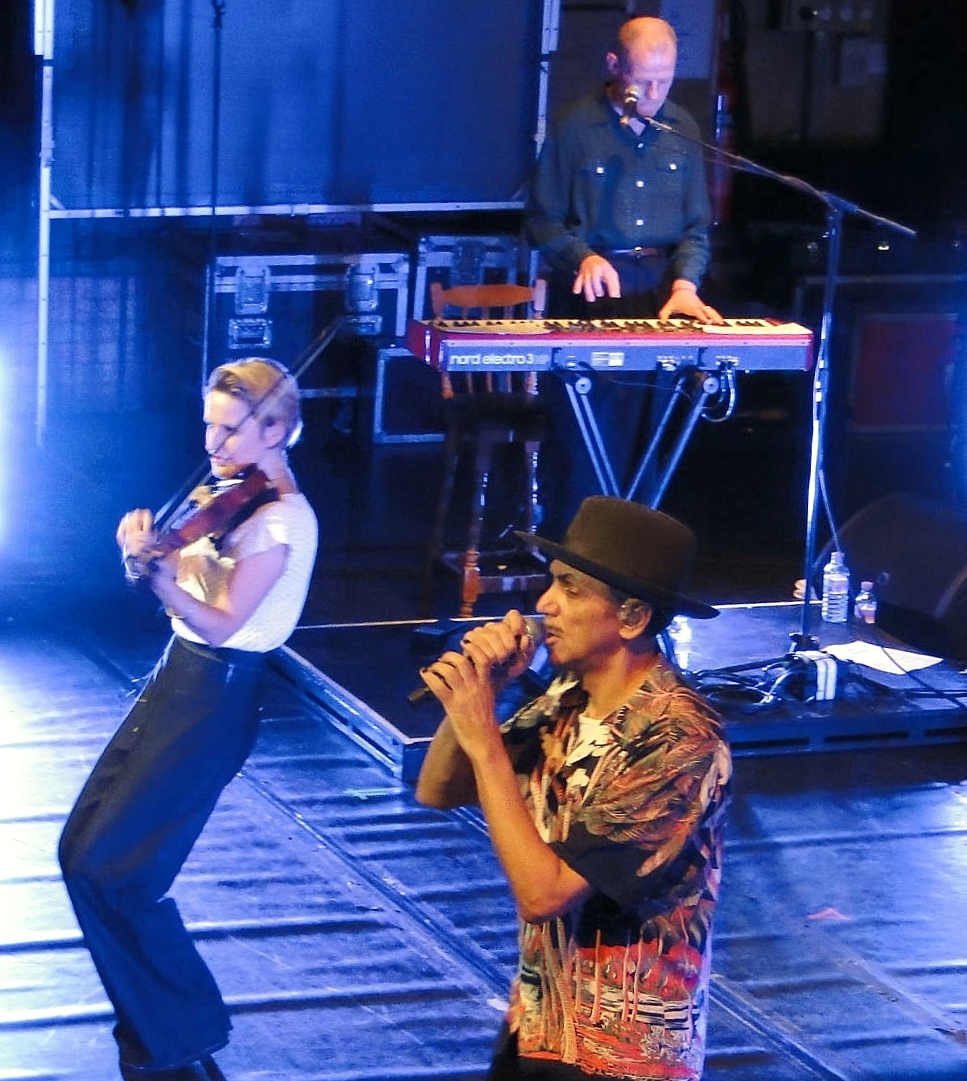
il cantante dei Dexys Kevin Rowland con la violinista Lucy Morgan e Mick Talbot

I Dexys Midnight Runners si formarono a Birmingham nel 1978 sulle ceneri dei disciolti Killjoys. Il cantante-chitarrista Kevin Rowland (17 agosto 1953) ed il chitarrista Kevin 'Al' Archer (21 dicembre 1958) decidono di formare una band di nove elementi capace di coniugare la new wave con il soul.
Le performance locali dei Dexys sono infuocate, oltre a materiale di derivazione punk i ragazzi sono soliti proporre cover soul di casa Stax Records, da qui alla pubblicazione del primo singolo passa poco. È il 1979 quando il 45 giri d'esordio Dance Stance vale un rispettabile 40º posto nelle chart britanniche e la loro prima apparizione alla BBC.
Nel 1980 è la volta dell'album d'esordio Searching for the Young Soul Rebels, per molti il disco migliore dei Dexys (n°6 UK chart). Il disco è trainato dal singolo Geno (n°1 UK chart), un omaggio al soul singer Geno Washington, nonché da un altro singolo di buon impatto commerciale : There There My Dear (n°7 UK chart).
Nel 1982 le divergenze insanabili tra la band e il suo leader "stravagante" conducono ad una defezione di massa, il solo Kevin Rowland porta avanti il marchio Dexys rivoluzionando totalmente l'assetto dei musicisti, in questo modo riesce ad uscire dall'impasse nel migliore dei modi: Too-Rye-Ay (n°2 UK chart) esce nel luglio 1982 ed è un masterpiece della sua era. Trainato dal singolo Come On Eileen (n°1 UK chart) l'album si discosta lievemente dalle striature soul del suo predecessore in favore della riscoperta delle radici irlandesi di Rowland, i fiati sono rimpiazzati da violini celtici e divagazioni tzigane.
Ci vorranno tre lunghi anni per dare un seguito a Too Rye Ay, dopo i soliti cambi di formazione (e di look) nel 1985 esce Don't Stand Me Down l'album meno commerciale dei Dexys.
Da qui in poi Kevin Rowland proseguirà da solista con alterne fortune.
Nel 2003 la band si è riformata e dal 2007 Kevin Rowland ha iniziato a lavorare sulle nuove composizioni. Con l'apporto fondamentale di Mick Talbot il disco, One Day I'm Going to Soar, è finalmente stato pubblicato nel giugno 2012. Il gruppo ha contratto il nome in Dexys, pseudonimo col quale ha pubblicato anche il successivo Live nel 2014 Nowhere is Home.

## Discografia

### Album in studio
- 1980 - Searching for the Young Soul Rebels
- 1982 - Too-Rye-Ay (pubblicato a nome Kevin Rowland & Dexys Midnight Runners)
- 1985 - Don't Stand Me Down
- 2012 - One Day I'm Going to Soar (pubblicato a nome Dexys)
- 2014 - Nowhere is Home (Live) (pubblicato a nome Dexys)
- 2016 - Let the Record Show: Dexys Do Irish and Country Soul
- 2023 - The Feminine Divine

Raccolte
- 1991 - The Very Best of Dexys Midnight Runners
- 2003 - Let's Make This Precious - The Best of Dexys Midnight Runners
- 2007 - The Projected Passion Revue (pubblicato a nome The Midnight Runners)

### Singoli
- 1979 - Dance Stance/I'm Just Looking
- 1980 - Geno/Breaking Down the Walls of Heartache
- 1980 - There There My Dear/ The Horse
- 1980 - Keep It Part Two( Inferiority Part One)/One Way Love
- 1981 - Plan B/Soul Finger
- 1981 - Show Me/Soon
- 1981 - Liars A to E/And Yes We Must Remain the Wildhearted Outsiders
- 1982 - Celtic Soul Brothers/Love Part Two
- 1982 - Come On Eileen/Dubious
- 1982 - Jackie Wilson Said/Let's Make This Precious
- 1982 - Let's Get This Straight from the Start/Old
- 1983 - The Celtic Soul Brothers (More, Please, Thank You)/Reminisce Part One